# Betty de Boer
Bregtje Grietje (Betty) de Boer (Achtkarspelen, 2 de septiembre de 1971) es una política neerlandesa que actualmente ocupa un escaño en el Segunda Cámara de los Estados Generales para el período legislativo 2012-2017 por el Partido Popular por la Libertad y la Democracia. Este cargo en la cámara baja lo ocupa desde 2010, siendo reelecta para el 2012.

## Biografía
De Boer asistió a la escuela secundaria en Drachten y estudió ciencias de la administración en la Universidad de Groningen. Luego, trabajó en varios municipios y en el sector privado, hasta que en 2004 comenzó su propia empresa de consultoría para PyMEs y organismos del estado. En 2002, fue elegida miembro del consejo de la ciudad de Groningen por su partido, mientras que en 2006 sucedió a Remco Kouwenhoven como presidenta de este grupo político. El 9 de junio de 2010 fue elegida para ocupar un escaño en la Cámara Baja.